# Nicolás tiene dos papás
Nicolás tiene dos papás es un cuento infantil publicado en Chile en octubre de 2014, fue la primera publicación destinada a niños en dicho país en que se aborda la diversidad sexual desde el contexto de una familia homoparental.

## Desarrollo
El cuento, escrito por la psicóloga Leslie Nicholls junto a Ramón Gómez, presenta la historia de Nicolás, un niño que relata en primera persona la vida junto a sus padres, una pareja homosexual, así como la relación con su madre biológica. Las ilustraciones estuvieron a cargo de Roberto Armijo y el diseño fue de Gonzalo Velásquez.
El libro fue presentado oficialmente el 22 de octubre de 2014 en la Facultad de Ciencias Sociales de la Universidad de Chile. Fue desarrollado por el Movimiento de Integración y Liberación Homosexual (Movilh) en colaboración con la Fundación Triángulo y contó con financiamiento de la embajada de la Unión Europea y la embajada de Países Bajos, recibiendo también el patrocinio del Colegio de Educadores de Párvulos, la Dirección de Bibliotecas, Archivos y Museos (Dibam), el Departamento de Psicología de la Universidad de Chile y la carrera de Educación Parvularia y Básica Inicial de la Universidad de Chile.
Inicialmente el texto fue distribuido de manera gratuita en 500 establecimientos preescolares pertenecientes a la Junta Nacional de Jardines Infantiles (Junji), recibiendo posteriormente solicitudes para ser enviado a diferentes escuelas y colegios de todo el país, incluyendo centros del Servicio Nacional de Menores (Sename). El tiraje inicial del cuento fue de 3000 ejemplares, realizándose una segunda edición con 4000 copias, la cual fue financiada por Cosméticos MAC; dada la alta demanda por copias del libro, el Movilh liberó el contenido del libro de manera digital el 27 de octubre. Posteriormente se realizaron traducciones al inglés, japonés y portugués.

## Reacciones
El texto y su distribución generaron controversia en sectores conservadores de Chile. La agrupación católica Acción Familia realizó una campaña de reunión de firmas para protestar ante el Ministerio de Educación en contra la distribución del cuento, mientras que diferentes políticos del partido Unión Demócrata Independiente (UDI) manifestaron opiniones contrarias a la distribución del texto, especialmente los diputados Juan Antonio Coloma Álamos y Andrea Molina, y los senadores Iván Moreira y Jacqueline van Rysselberghe. El Partido Demócrata Cristiano (PDC) manifestó visiones contrapuestas entre sus militantes, como por ejemplo el diputado Jorge Sabag expresándose en contra del texto, mientras que René Saffirio señalaba que «pretender esconder la realidad de miles de familias homoparentales en Chile es volver a los tiempos de las catacumbas».
Por otra parte, desde el gobierno —a través del vocero, Álvaro Elizalde— recalcaron que cada institución educativa, así como los padres y apoderados, tienen la libertad de decidir si utilizar o no el texto con sus alumnos. Tanto el Movilh como Fundación Iguales denunciaron una campaña de odio y discriminación, llamando a educar sobre la diversidad sexual.
En marzo de 2015 la Corte de Apelaciones de Valparaíso rechazó los recursos de protección presentados en contra de la Junta Nacional de Jardines Infantiles (Junji), y que buscaban impedir la distribución de «Nicolás tiene dos papás» en los recintos educativos de dicha institución. Ese mismo año, con el apoyo del Instituto Nacional de la Juventud (Injuv), fueron realizados lanzamientos del libro en diversas capitales regionales de Chile, tales fueron los casos de Concepción, Temuco, Arica, Puerto Montt y Valdivia, las cuales también convocaron manifestantes detractores a las afueras de los recintos, organizados principalmente por grupos de católicos socialconservadores y evangélicos del ala pentecostal. Algunas de las consignas y pancartas aludían al director nacional del Injuv, Nicolás Preuss, diciendo que «Nicolás tiene un papá y una mamá». Ante esta situación, Preuss declaró que se sentiría «orgulloso» si hubiese tenido dos papás. Por otra parte, el Consejo de Pastores de Osorno emitió un comunicado rechazando cualquier acto de violencia debido a incidentes producidos en el lanzamiento del libro en Puerto Montt.
El libro volvió a adquirir notoriedad durante la campaña de la elección presidencial de 2021, cuando el candidato del Partido Republicano, José Antonio Kast, reiteró su rechazo a Nicolás tiene dos papás durante un debate televisivo ocurrido el 16 de noviembre. En enero de 2022, en vísperas de la celebración de los primeros matrimonios entre personas del mismo sexo en Chile, la embajada de Países Bajos financió una nueva edición de 3000 copias del texto.